# Mistrovství Evropy v ledolezení 2023
Mistrovství Evropy v ledolezení 2023 (anglicky UIAA Ice Climbing European Championships) proběhlo 23.-24. ledna 2023 ve francouzském Champagny-en-Vanoise v ledolezení na obtížnost a rychlost, jako jeden ze závodů světového poháru v ledolezení 2023 v zimní sezóně 2022/2023.

## Průběh závodů
Výsledky byly odečtené z pořadí světového poháru. Mistrovství se neúčastnili ruští závodníci.

### Češi na ME
Bez účasti českých závodníků.

### Výsledky mužů a žen
| obtížnost            | obtížnost                 | rychlost            | rychlost                  |
| -------------------- | ------------------------- | ------------------- | ------------------------- |
| muži                 | ženy                      | muži                | ženy                      |
| 1. Louna Ladevant    | 1. Petra Klinglerová      | 1. Florian Gantner  | 1. Vivien Labarile        |
| 2. Benjamin Bosshard | 2. Eimir McSwiggan        | 2. Pauli Salminen   | 2. Lorena Beck            |
| 3. Tristan Ladevant  | 3. Vivien Labarile        | 3. David Bouffard   | 3. Olga Kosek             |
|                      |                           |                     |                           |
| 4. Nathan Clair      | 4. Marianne van der Steen | 4. Andreas Gantner  | 4. Marion Salmon-Thomas   |
| 5. Virgile Devin     | 5. Enni Bertling          | 5. Michel Kipf      | 5. Celina Bosshard        |
| 6. Michel Kipf       | 6. Sina Goetz             | 6. Dennis van Hoek  | 6. Marianne van der Steen |
| 7. Pauli Salminen    | 7. Marion Thomas          | 7. Marek Černý      | 7. Caitlin Connor         |
| 8. Andreas Gantner   | 8. Maja Sustar Habjan     | 8. Jan Mondzelewski | 8. Kasha Ogilvie          |
| 9. Dennis van Hoek   | 9. Olga Kosek             | 9. Sam Pigden       | DNS Enni Bertling         |
| 10. Basile Fetet     | 10. Celina Bosshard       | 10. Emil Frastia    | —                         |
| 5 finalistů          | 7 finalistek              | 5 finalistů         | 9 finalistek              |
| 9 semifinalistů      | 12 semifinalistek         | —                   | —                         |
| 39 mužů              | 18 žen                    | 18 mužů             | 9 žen                     |